# Ray Solomonoff
Ray Solomonoff (* 25. Juli 1926 in Cleveland; † 7. Dezember 2009 in Cambridge (Massachusetts)) war ein US-amerikanischer Mathematiker.
Solomonoff war der Sohn russischer jüdischer Einwanderer und war nach dem High-School-Abschluss 1944 in der United States Navy als Instructor für Elektronik tätig. Ab 1947 studierte er Physik an der University of Chicago mit dem Master-Abschluss 1951. Er hörte dort unter anderem bei Enrico Fermi und Rudolf Carnap. Ab 1958 war er bei einer kleinen Firma, der Zator Company in Cambridge (Massachusetts), die im Wesentlichen aus ihm und dem Gründer (1954) Calvin Mooers bestand (sowie Gastwissenschaftlern wie Marvin Minsky) und Aufträge für das Verteidigungsministerium ausführte. Zuvor hatte er für sie in Teilzeit gearbeitet. Ab 1962 hießen sie Rockford Research, und als die US-Regierung im Rahmen der Vietnamproteste 1968 die Förderung solcher ziviler militärischer Forschung kürzte, wurde Solomonoff arbeitslos und gründete 1970 seine eigene Beratungsfirma Oxbridge Research, die im Wesentlichen aus ihm selbst bestand und an der er seitdem bis zu seinem Tod tätig war.
Er war 9 Monate Gastwissenschaftler am Artificial Intelligence Laboratory des MIT, 1990/91 an der Universität Saarbrücken und am IDSIA (Istituto Dalle Molle di Studi sull’Intelligenza Artificiale) in Lugano.
Solomonoff war in den 1950er Jahren einer der ersten, die sich mit dem Gebiet Künstlicher Intelligenz befassten. Er traf Marvin Minsky und  John McCarthy schon 1952 und war einer der zehn Teilnehmer der Gründungskonferenz zu diesem Thema am Dartmouth College 1956. Auf der Konferenz trug er über stochastisches Maschinenlernen vor und veröffentlichte 1957 als einer der ersten über dieses Gebiet. Sein Programm lernte arithmetische Formeln durch Beispiele ohne eingreifende Aufsicht. Außerdem schrieb er einige der frühesten Arbeiten über die statistische Analyse von Netzwerken mit Anatol Rapoport (1950 bis 1952). Ende der 1950er Jahre entwickelte er stochastische Grammatiken und Sprachen und um 1960 entdeckte er die algorithmische Informationstheorie (unabhängig von Andrei Kolmogorow 1965, nach dem sie als Kolmogorow-Komplexität benannt ist). In diesen Arbeiten stellte er gleichzeitig sein Konzept algorithmischer Wahrscheinlichkeit vor und seine universale Theorie induktiver Schlussfolgerungen (Inferenz).
2003 erhielt er als Erster den Kolmogorov Award des The Computer Learning Research Center des Royal Holloway College der University of London und war dort Gastprofessor.

## Schriften
- Two kinds of probabilistic induction, Computer Journal, Band 42, 1999, S. 256, pdf